# Renault Laguna III
Pour un article plus général, voir Renault Laguna.
La Renault Laguna est une automobile du constructeur français Renault, commercialisée en berline, break et coupé. Conçue au Technocentre Renault et assemblée sur le site de l'usine Renault de Sandouville, elle est produite à 351 384 exemplaires entre 2007 et 2015.

## Présentation
Le PDG de la firme, Carlos Ghosn, a fixé pour objectif pour ce modèle d'être parmi les trois meilleurs de sa catégorie du point de vue de la qualité[réf. nécessaire]. Le groupe annonçait à son lancement un objectif de production de 160 000 à 180 000 par an. Un break (nom de code en interne : K91) seconde la berline (B91) dès la fin 2007, avant l'arrivée d'un coupé (D91) mi-octobre 2008. Le Cx de la berline est de 0,293. Bien que la berline mesure 4,69 m (soit 11 cm de plus que la version précédente), la nouvelle génération est, selon Renault, 15 kg plus légère. Les barres antiroulis sont plus rigides : + 80 % à l'avant et + 50 % à l'arrière.
Lancée à la mi-octobre 2007, la Renault Laguna III n'a pas atteint ses objectifs de vente malgré les grandes ambitions de Renault et un niveau de qualité la plaçant dans le Top-3 de la catégorie[réf. souhaitée].
Son design très impersonnel, qui s'ajoute à la réputation de sa devancière (problèmes électroniques, de casse de turbo sur les versions Diesel, de trains roulants, de ressorts d'amortisseurs, etc.), est vraisemblablement un des facteurs essentiels de cet échec. La production de la Laguna s'arrête en mai 2015.

### Phase 1 (2007 — 2010)
Toutes les motorisations sont accouplées à une boîte à six rapports. Au lancement, on retrouve les moteurs essence 1.6 et 2.0 Turbo d'origine Renault, ainsi que le 2.0 développé avec Nissan ; côté diesel, différentes déclinaisons du récent 2.0 dCi forment le cœur de gamme, tandis que le 1.5 dCi 110 sert de moteur d'accès. Le 2.0 dCi est mis à jour progressivement pour suivre l'évolution des normes Euro et des réglementations liées aux émissions de CO2. S'ajoutent en 2008 les moteurs V6 essence destiné au coupé (mais brièvement proposé sur la berline et le break) et V6 diesel (pour toutes les carrosseries).
Dans sa version GT, la Laguna III inaugure le système de roues directrices «Active Drive», renommé «4Control», qui lui confère une tenue de route remarquable à haute vitesse et une manœuvrabilité accrue à basse vitesse. L'angle de braquage des roues arrière peut aller jusqu'à 3,5°.
La Laguna III a obtenu cinq étoiles EuroNCAP.
| Moteur                           | Cylindrée | Puissance                      | Puissance fiscale | Couple maximal | Vitesse maximale | 0 à 100 km/h | Consommation mixte | Émissions de CO2 | Disponibilité | Disponibilité    |
| -------------------------------- | --------- | ------------------------------ | ----------------- | -------------- | ---------------- | ------------ | ------------------ | ---------------- | ------------- | ---------------- |
| Essence                          |           |                                |                   |                |                  |              |                    |                  |               |                  |
| 1.6 16v K4M                      | 1 598 cm3 | 110 ch à 6 000 tr/min (81 kW)  | 7 CV              | 151 N⋅m        | 192 km/h         | 11,7 s       | 7,6 L/100 km       | 180 g/km         | 2007 – 2010   | B, E             |
| 2.0 16v M4R                      | 1 998 cm3 | 140 ch à 6 000 tr/min (103 kW) | 8 CV              | 195 N⋅m        | 210 km/h         | 9,1 s        | 7,6 L/100 km       | 180 g/km         | 2007 – 2010   | B, E             |
| 2.0 16v Turbo F4R BVA6           | 1 998 cm3 | 170 ch (125 kW)                | 11 CV             | 270 N⋅m        | 220 km/h         | 8,2 s        | 8,8 L/100 km       | 207 g/km         | 2007 – 2010   | B, E, C          |
| 2.0 16v Turbo F4R                | 1 998 cm3 | 205 ch (150 kW)                | 13 CV             | 300 N⋅m        | 232 km/h         | 7,8 s        | 8,2 L/100 km       | 194 g/km         | 2008 – 2010   | B, E, C          |
| 3.5 24v V6 V4Y BVA6              | 3 498 cm3 | 240 ch (175 kW)                | 16 CV             | 330 N⋅m        | 244 km/h         | 7,4 s        | 10 L/100 km        | 238 g/km         | 2008 – 2010   | C (en 2009 B, E) |
| Diesel                           |           |                                |                   |                |                  |              |                    |                  |               |                  |
| 1.5 dCi 8v                       | 1 461 cm3 | 110 ch à 4 000 tr/min (81 kW)  | 6 CV              | 240 N⋅m        | 193 km/h         | 11,9s        | 4,6 L/100 km       | 130 g/km         | 2007 – 2010   | B, E             |
| 2.0 dCi 16v M9R avec ou sans FAP | 1 995 cm3 | 130 ch à 3 750 tr/min (96 kW)  | 7 CV              | 320 N⋅m        | 206 km/h         | 10,6 s       | 5,2 L/100 km       | 149-157 g/km     | 2007 – 2010   | B, E             |
| 2.0 dCi 16v M9R avec ou sans FAP | 1 995 cm3 | 150 ch à 3 750 tr/min (110 kW) | 9 CV              | 340 N⋅m        | 210 km/h         | 9,5 s        | 6L/100 km          | 139-157 g/km     | 2007 – 2010   | B, E, C          |
| 2.0 dCi 16v M9R FAP BVA6         | 1 995 cm3 | 150 ch à 3 750 tr/min (110 kW) | 9 CV              | 340 N⋅m        | 210 km/h         | 9,5 s        | 5,2 L/100 km       | 180 g/km         | 2007 – 2010   | B, E, C          |
| 2.0 dCi 16v M9R FAP              | 1 995 cm3 | 180 ch à 3 750 tr/min (131 kW) | 11 CV             | 400 N⋅m        | 222 km/h         | 8,5 s        | 5,7 L/100 km       | 163-172 g/km     | 2008 – 2010   | B, E, C          |
| 3.0 dCi 24v V9X FAP BVA6         | 2 993 cm3 | 235 ch à 3 750 tr/min (173 kW) | 13 CV             | 450 N⋅m        | 240 km/h         | 7,6 s        | 7,2 L/100 km       | 192 g/km         | 2008 – 2010   | B, E, C          |
| Bioéthanol                       |           |                                |                   |                |                  |              |                    |                  |               |                  |
| 2.0 16v M4R                      | 1 997 cm3 | 140 ch à 6 000 tr/min (103 kW) | 8 CV              | 195 N⋅m        | 210 km/h         | 9,10 s       | 7,5 L/100 km       | 173-180 g/km     | 2007 – 2010   | B, E             |

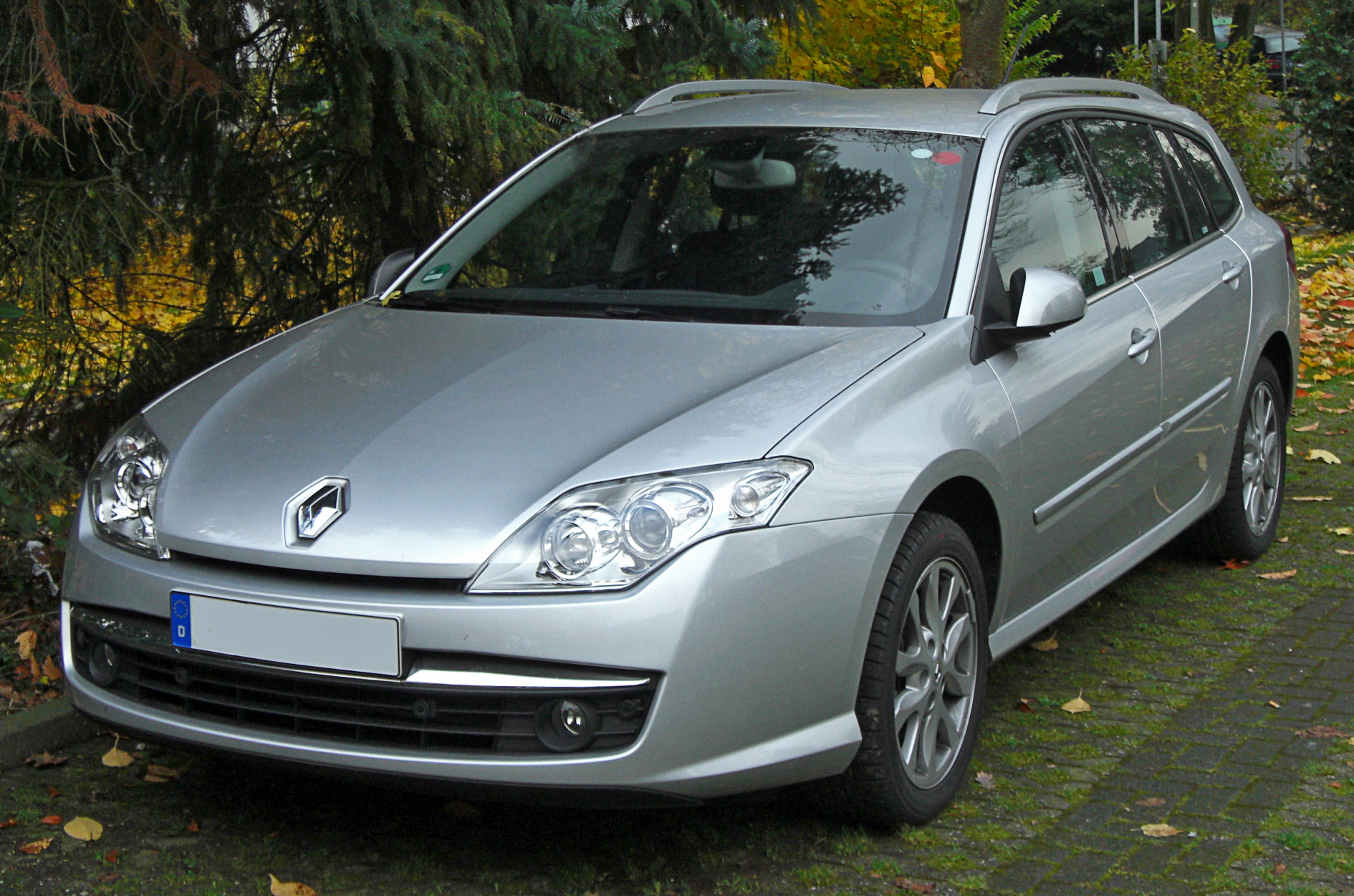
Renault Laguna III Phase I Estate

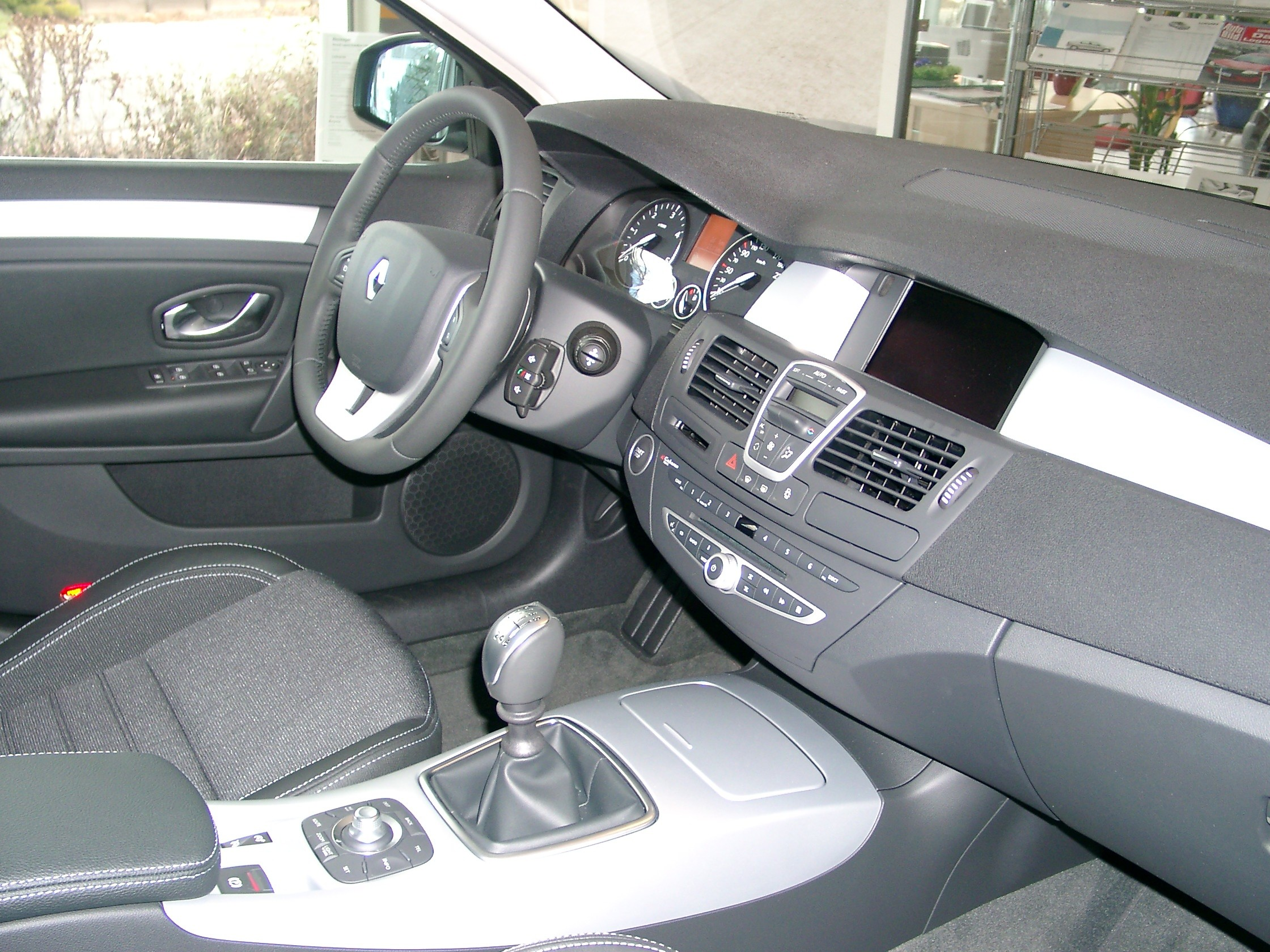
Interieur

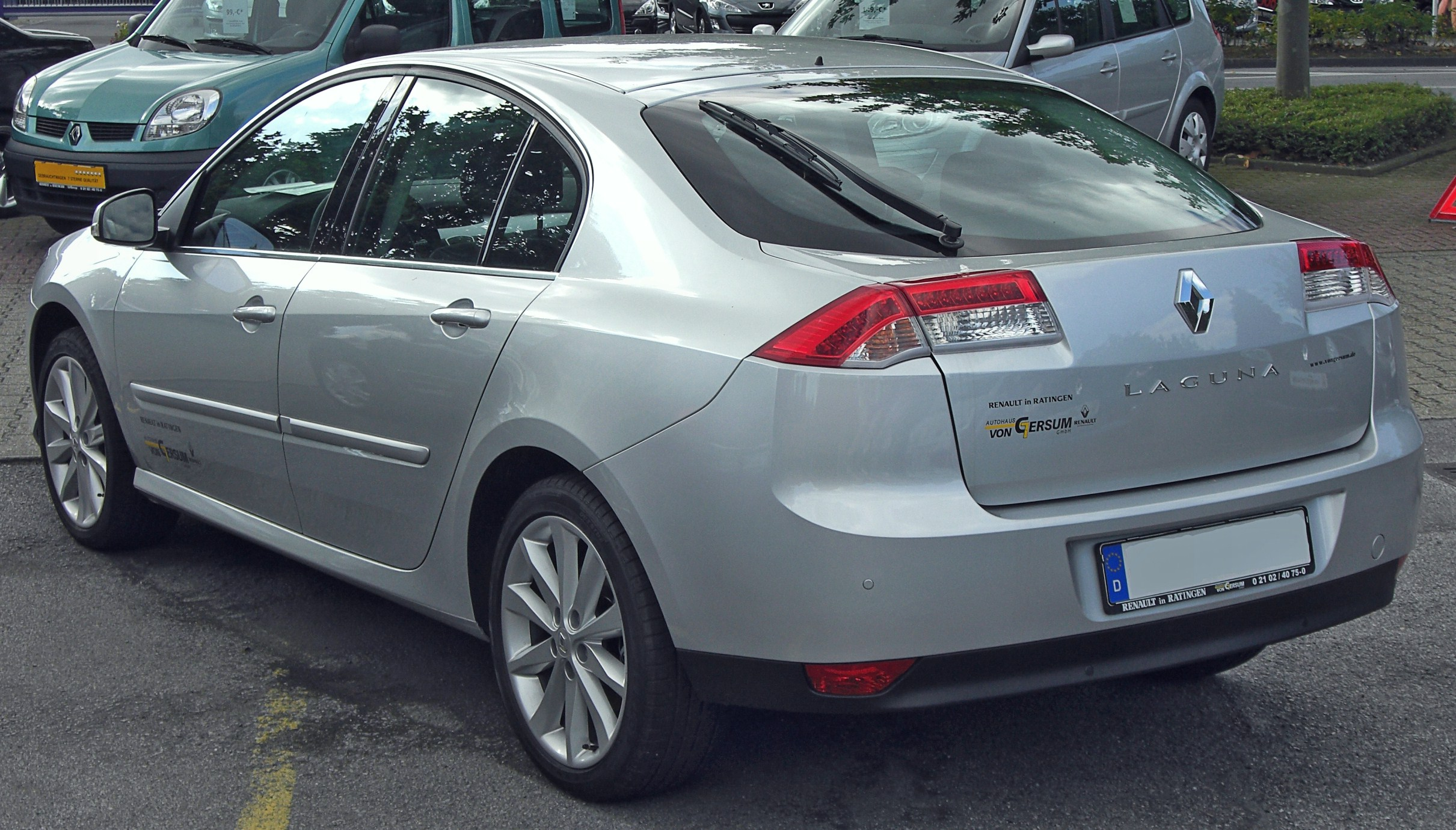
Renault Laguna III Phase I berline
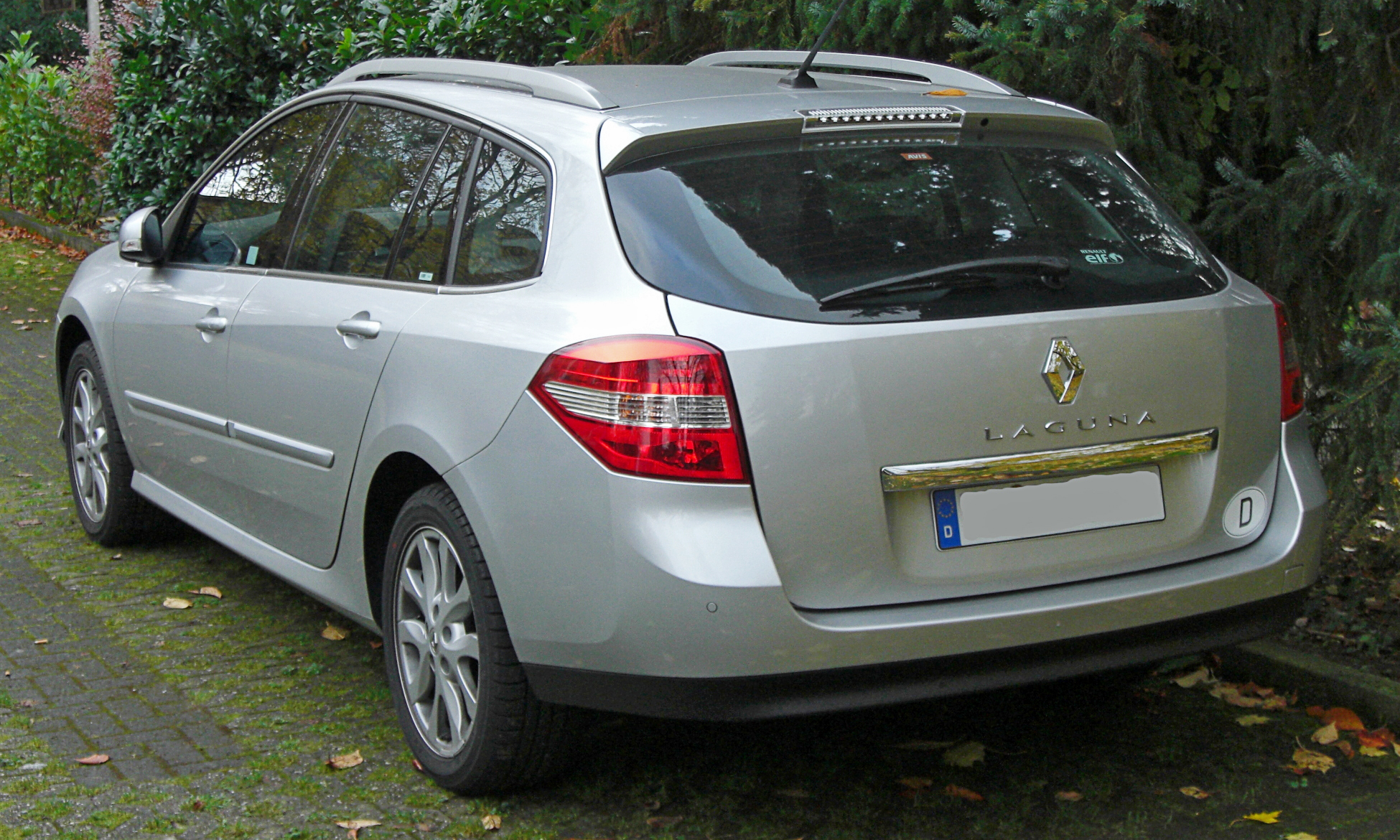
Renault Laguna III Phase I Estate
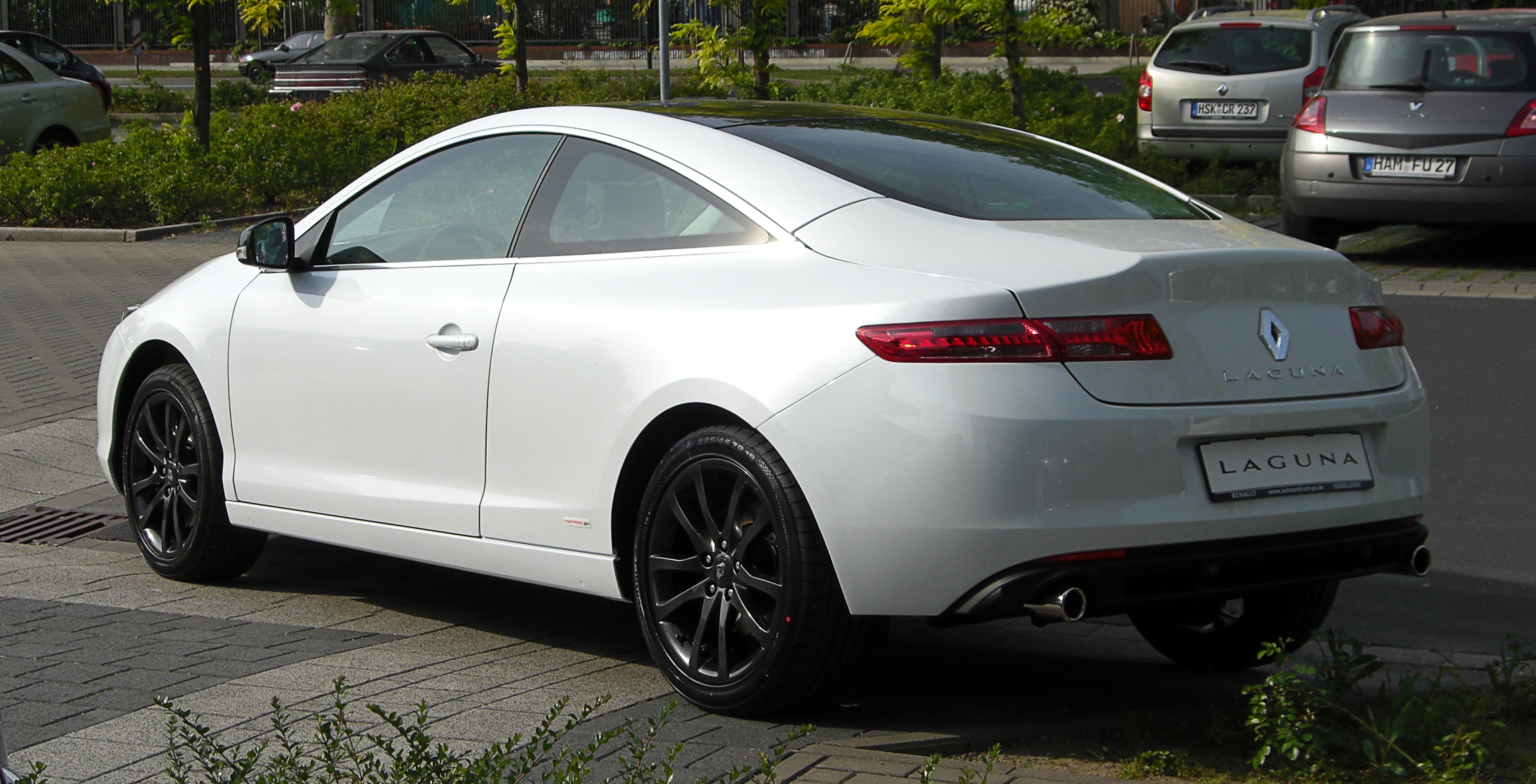
Renault Laguna III Phase I Coupé

### Phase 2 (2010 — 2015)

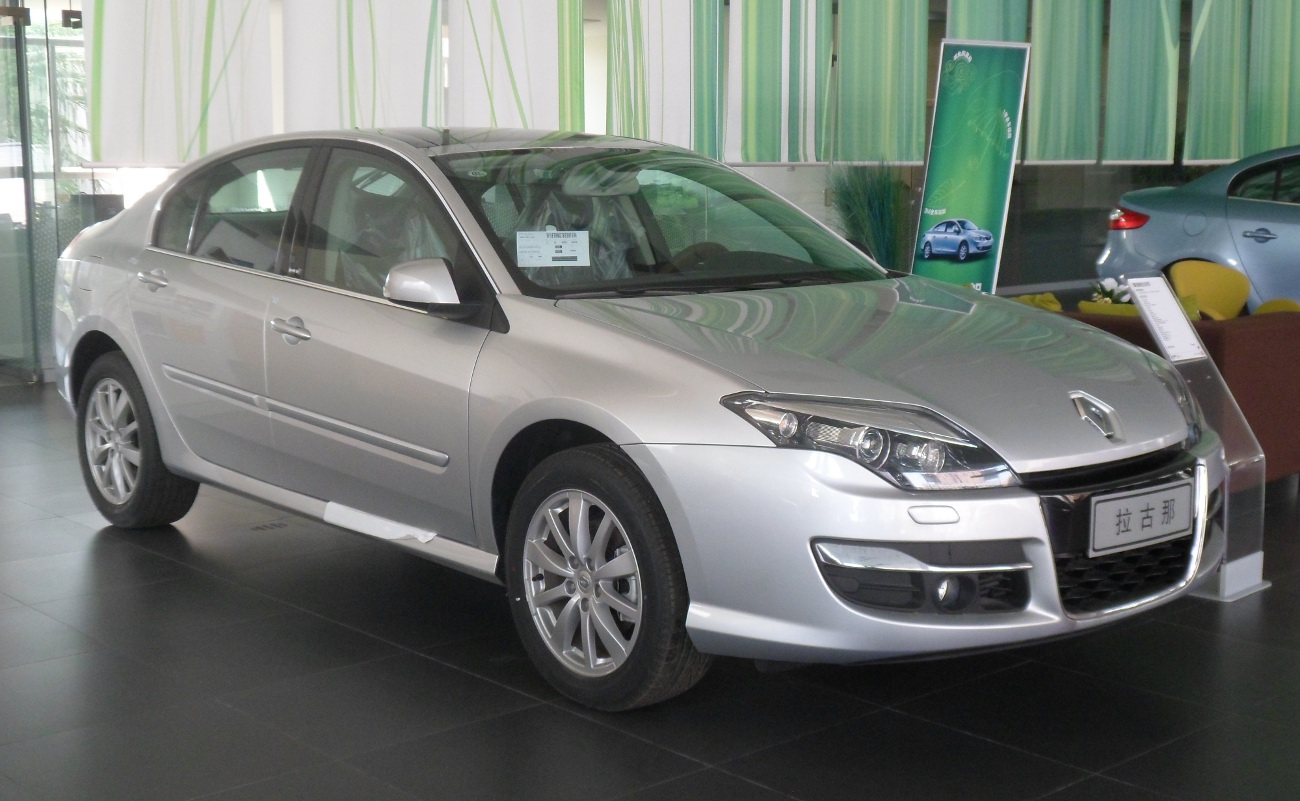
Renault Laguna III Phase II (Berline)
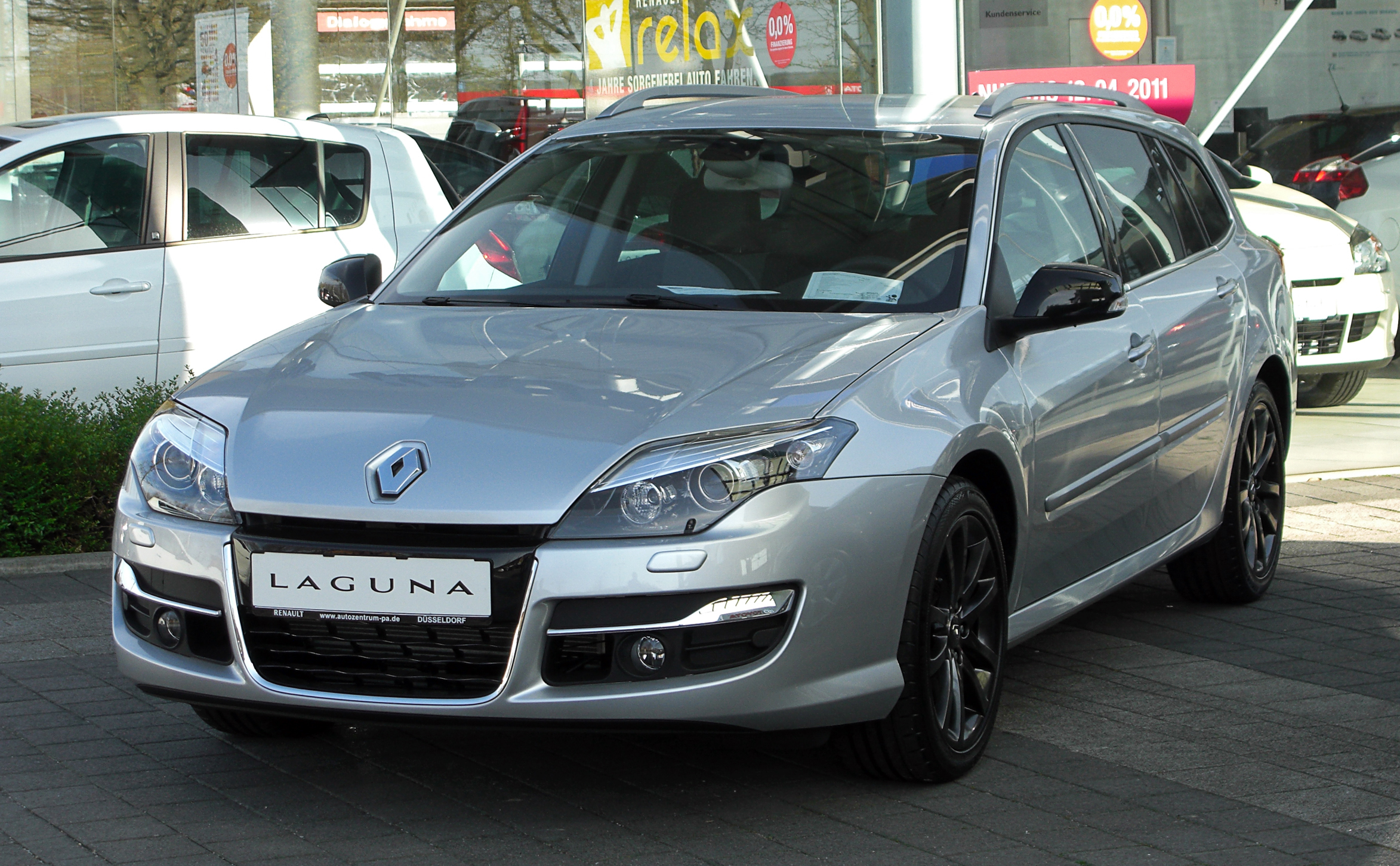
Renault Laguna III Phase II (Break Estate)
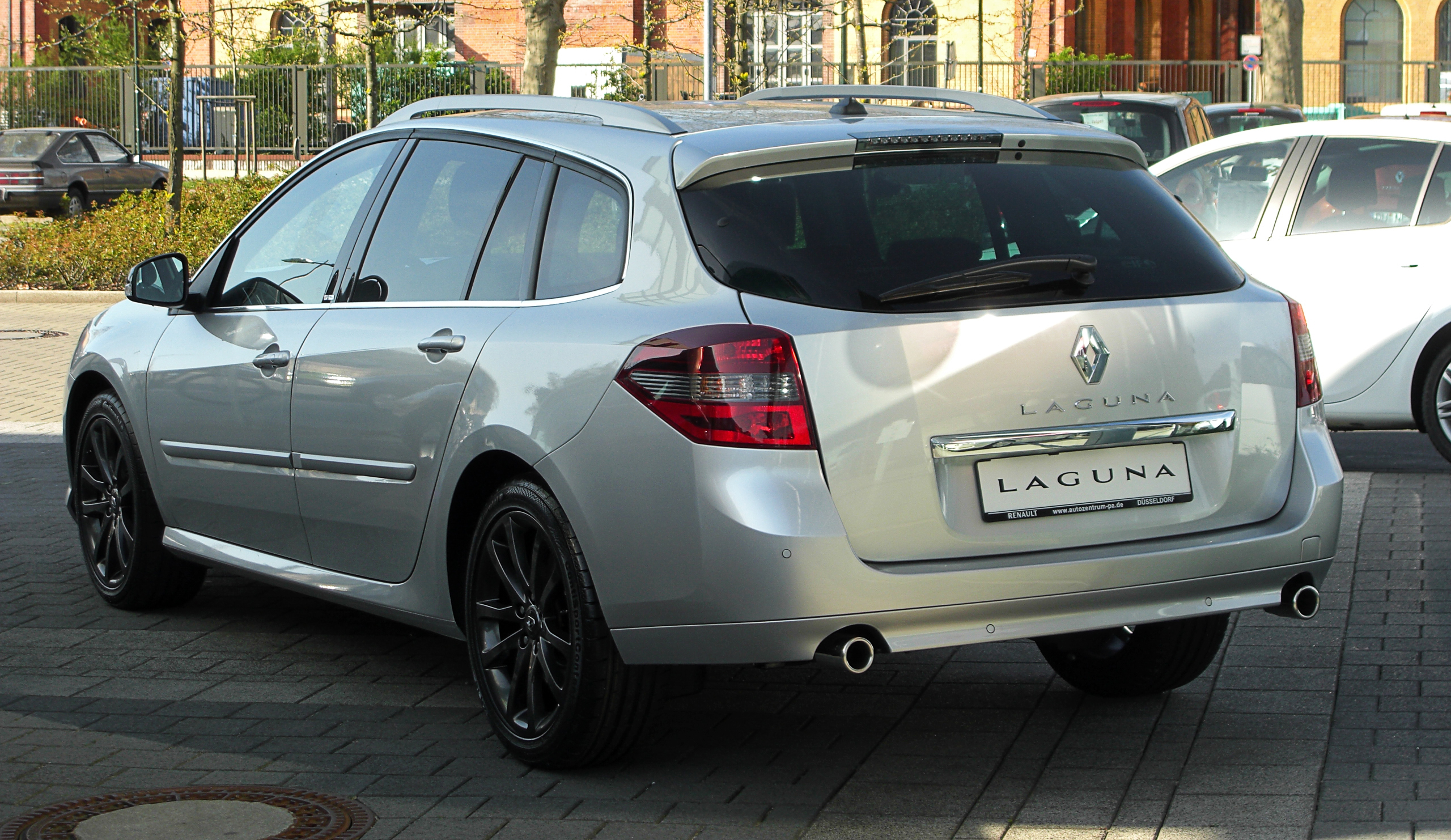
Renault Laguna III Phase II (Break Estate)

Un restylage de la Laguna III, caractérisé par une face avant plus agressive, a été présenté lors du Mondial de l'automobile de Paris en octobre 2010.
À cette occasion, la gamme a été remaniée autour de six niveaux de finition : Expression, Black Edition, Business Eco, Bose, GT 4Control et Initiale.
Côté motorisations, les moteurs essence sont tous supprimés pour la France - à part le coupé 3.5 V6 - remplacés par un unique 2.0 16v pouvant carburer au bioéthanol. Le seul autre changement concerne le 1.5 dCi 110 ch, dont les rejets de CO2 passent de 130 à 120 g/km. Les moteurs diesel sont progressivement équipés du Stop & Start, de série sur les modèles labellisés « Energy ». Courant 2013, le 2.0 dCi 150 n'est plus disponible et le 2.0 dCi 175 revient en boîte manuelle.
| Moteur                   | Cylindrée | Puissance       | Couple maximal | Vitesse maximale | 0 à 100 km/h | Consommation mixte | Émissions de CO2 | Disponibilité | Disponibilité |
| ------------------------ | --------- | --------------- | -------------- | ---------------- | ------------ | ------------------ | ---------------- | ------------- | ------------- |
| Diesel                   |           |                 |                |                  |              |                    |                  |               |               |
| 1.5 dCi 8v FAP           | 1 461 cm3 | 110 ch (81 kW)  | 240 N⋅m        | 193 km/h         | 11,9s        | 4,6 L/100 km       | 109-120 g/km     | 2010 – 2015   | B, E, C       |
| 2.0 dCi 16v M9R FAP      | 1 995 cm3 | 130 ch (96 kW)  | 320 N⋅m        | 206 km/h         | 10,6 s       | 5,2 L/100 km       | 118-136 g/km     | 2010 – 2015   | B, E          |
| 2.0 dCi 16v M9R FAP      | 1 995 cm3 | 150 ch (110 kW) | 340 N⋅m        | 210 km/h         | 9,5 s        | 5,2 L/100 km       | 118-136 g/km     | 2010 – 2015   | B, E, C       |
| 2.0 dCi 16v M9R FAP BVA6 | 1 995 cm3 | 175 ch (127 kW) | 360 N⋅m        | 220 km/h         | 9,6 s        | 6 L/100 km         | 159 g/km         | 2010 – 2015   | B, E, C       |
| 2.0 dCi 16v M9R FAP      | 1 995 cm3 | 180 ch (131 kW) | 400 N⋅m        | 222 km/h         | 8,5 s        | 5,7 L/100 km       | 150 g/km         | 2010 – 2014   | B, E, C       |
| 3.0 dCi 24v V9X FAP BVA6 | 2 993 cm3 | 235 ch (173 kW) | 450 N⋅m        | 240 km/h         | 7,3 s        | 7,1 L/100 km       | 192 g/km         | 2010 – 2012   | C             |
| Bioéthanol               |           |                 |                |                  |              |                    |                  |               |               |
| 2.0 16v M4R              | 1 997 cm3 | 140 ch (103 kW) | 195 N⋅m        | 210 km/h         | 9,1 s        | 7,5 L/100 km       | 171 g/km         | 2010 – 2012   | B, E          |
| Essence                  |           |                 |                |                  |              |                    |                  |               |               |
| 3.5 24v V6 V4Y           | 3 498 cm3 | 240 ch (175 kW) | 330 N⋅m        | 244 km/h         | 7,4 s        | 9,9 L/100 km       | 230 g/km         | 2010 – 2012   | C             |

## Laguna Coupé
Au Salon de Francfort 2007, où sont présentés la berline et le break Laguna III, le Laguna Coupé Concept, un prototype qui préfigurait la version série, a également été dévoilé. Avec cette voiture, Renault a souhaité revenir sur un segment de marché négligé depuis plusieurs années, depuis la production de la Renault Fuego en 1985.
Le Coupé Laguna a été officiellement présenté au public à Cannes et à Monaco les 24 et 25 mai 2008.
Introduite au catalogue à partir de novembre 2008, la Laguna Coupé reprend encore plus que les autres versions les caractéristiques stylistiques du concept Fluence, dont la poupe profilée, caractérisée par des feux arrière fins à développement horizontal. L'avant, tout en reprenant pleinement le même thème stylistique des deux autres versions, a cependant été repensé pour mieux le différencier.
Du point de vue technique, le lancement du coupé a coïncidé avec les débuts d'un nouveau moteur V6 turbodiesel à rampe commune de 3 litres capable de délivrer jusqu'à 235 ch de puissance maximale. L'autre moteur V6 essence initialement disponible dans la gamme était un V6 Nissan (dérivé de celui monté sur la sportive 350Z) de 3,5 litres et 240 ch. Mais des moteurs plus petits étaient également disponibles: un moteur essence turbocompressé de 2 litres de 205 ch et un 2 litres, cette fois au diesel, d'une puissance maximale de 180 ch. Sur certains marchés, il était également disponible avec un moteur à essence de 1,7 litre et 2 litres. La plate-forme de la Laguna Coupé était principalement celle de la Laguna GT qui pouvait donc profiter du système 4Control à quatre roues directrices. L'exception étant la version avec moteur de 170 ch, qui utilisait la plate-forme à deux roues conventionnelle.
La boîte de vitesses était automatique à 6 vitesses pour les versions à moteur V6 et manuelle à 6 vitesses pour les versions à moteur 4 cylindres. En tout cas, pour toutes les versions, la plateforme avait également été raccourcie de 6 cm en empattement, afin de donner à la voiture une plus grande agilité sur la route.
Pour élargir le nombre de clients potentiels, en 2010 une version dCi de 2 litres avec une puissance réduite à 150 ch a également été introduite tandis que tous les moteurs à essence ont disparu des catalogues européens. Les exceptions ont été des pays comme l'Allemagne, où certains moteurs à essence sont restés, tels que le 2 litres TCe de 170 ch.
En 2011, un 2.0 dCi de 173 chevaux a également fait son apparition côte à côte, sans le remplacer, avec celui de 180 ch, tandis que 2012 a plutôt vu l'introduction d'un moteur plus réduit, à savoir le 1,5 dCi de 110 CV, pour tenter de doper les ventes. Tous ces moteurs mineurs ont été combinés avec le système de direction à deux roues conventionnel. L'année 2013 a vu la disparition du dCi de 1,5 litre, laissant la tâche de représenter la technologie 4Control à la version V6 avec un moteur dCi de 3 litres. Ce dernier moteur a cependant commencé à disparaître progressivement de certaines listes de prix européennes, par exemple la française, alors qu'il est resté dans d'autres listes de prix (Italie et Allemagne).
À l'été 2015, le coupé a définitivement disparu et n'a pas été remplacé. 
En tout, 54 840 exemplaires du coupé ont été produits, le total étant ainsi réparti :
- 2.0 dCi 16v : 39 390 exemplaires
- 2.0  essence16v : 10 824 exemplaires
- 3.5 V6 essence : 3 258 exemplaires
- 3.0 V6 diesel : 1 368 exemplaires